# Edanyilber Navas
Edanyilber José Navas Alayón (Villa de Cura, 14 gennaio 2000) è un calciatore venezuelano, centrocampista del Monagas.

## Carriera
Cresciuto nel settore giovanile dell'Aragua, ha esordito in prima squadra il 10 agosto 2016 disputando l'incontro di Copa Venezuela pareggiato 1-1 contro il Tucanes.

## Statistiche

### Presenze e reti nei club
Statistiche aggiornate al 15 maggio 2021.
| Stagione        | Squadra         | Campionato      | Campionato | Campionato | Coppe nazionali | Coppe nazionali | Coppe nazionali | Coppe continentali | Coppe continentali | Coppe continentali | Altre coppe | Altre coppe | Altre coppe | Totale | Totale |
| Stagione        | Squadra         | Comp            | Pres       | Reti       | Comp            | Pres            | Reti            | Comp               | Pres               | Reti               | Comp        | Pres        | Reti        | Pres   | Reti   |
| --------------- | --------------- | --------------- | ---------- | ---------- | --------------- | --------------- | --------------- | ------------------ | ------------------ | ------------------ | ----------- | ----------- | ----------- | ------ | ------ |
| 2016            | Aragua          | PD              | 0          | 0          | CV              | 2               | 0               | -                  | -                  | -                  | -           | -           | -           | 2      | 0      |
| 2017            | Aragua          | PD              | 22         | 0          | CV              | 2               | 0               | -                  | -                  | -                  | -           | -           | -           | 24     | 0      |
| 2018            | Aragua          | PD              | 19         | 1          | CV              | 8               | 2               | -                  | -                  | -                  | -           | -           | -           | 27     | 3      |
| 2019            | Aragua          | PD              | 40         | 10         | -               | -               | -               | -                  | -                  | -                  | -           | -           | -           | 40     | 10     |
| 2020            | Aragua          | PD              | 13         | 2          | -               | -               | -               | CS                 | 2                  | 0                  | -           | -           | -           | 15     | 2      |
| Totale Aragua   | Totale Aragua   | Totale Aragua   | 94         | 13         |                 | -               | -               |                    | -                  | -                  |             | -           | -           | 94     | 13     |
| 2021            | Guaireña        | DP              | 0          | 0          | -               | -               | -               | -                  | -                  | -                  | -           | -           | -           | 0      | 0      |
| Totale carriera | Totale carriera | Totale carriera | 94         | 13         |                 | 12              | 3               |                    | 2                  | 0                  |             | -           | -           | 108    | 16     |